# Skirt no naka wa kedamono deshita.
Skirt no naka wa kedamono deshita. (スカートの中はケダモノでした。? lett. "C'era una bestia sotto la gonna.") è un manga per adulti scritto e disegnato da Hanamaluo, pubblicato online da Seiunsha dal 2016. Un adattamento anime, prodotto da Magic Bus, ha iniziato la trasmissione televisiva in Giappone il 2 luglio 2017.

## Personaggi
Shizuka Kominami (小南 静歌?, Kominami Shizuka)
Doppiata da: Hotaru Hanakage
Ryō Kirishima (霧島 涼?, Kirishima Ryō)
Doppiata da: Shiori Satsuki
Sōsuke Kuratani (倉谷 奏介?, Kuratani Sōsuke)
Doppiato da: Kageto Kanabe
Sumire Sakurai (桜井 菫?, Sakurai Sumire)
Doppiata da: Maika Hara

## Media

### Manga
Il manga, scritto e disegnato da Hanamaluo, ha iniziato la pubblicazione online nel 2016. Il primo volume tankōbon è stato pubblicato il 18 novembre 2016 e al 16 giugno 2017 ne sono stati messi in vendita in tutto due.

### Anime
Un adattamento anime, prodotto da Magic Bus e diretto da Mitsutaka Noshitani, ha iniziato la messa in onda il 2 luglio 2017. La sigla è secret. di Saki Hazuki. L'anime ha due versioni: una adatta a tutti e una consigliata dai diciotto anni in su che viene diffusa digitalmente sul sito ComicFesta Anime Zone.

#### Episodi
| Nº | Titolo italiano (traduzione letterale) Giapponese 「Kanji」 - Rōmaji                                                                                                  | In onda        | In onda |
| Nº | Titolo italiano (traduzione letterale) Giapponese 「Kanji」 - Rōmaji                                                                                                  | Giapponese     |         |
| 1  | Scusa, non sono riuscita a trattenermi 「ごめんね、我慢できなくなっちゃった」 - Gomen ne, gaman dekinaku natchatta                                                    | 2 luglio 2017  |         |
| 2  | Proseguendo dall'altra volta, questa volta facciamo fino alla fine? 「こないだの続き、今度は最後までシようか？」 - Konaida no tsudzuki, kondo wa saigomade shi-yō ka? | 9 luglio 2017  |         |
| 3  | Come? La mia figura davvero 「どう？俺のホントの姿」 - Dō? Ore no honto no sugata                                                                                     | 16 luglio 2017 |         |
| 4  | Shizuka, ti amo 「静歌ちゃん、好きだよ」 - Shizuka-chan, sukidayo | 23 luglio 2017 |         |